# Citrin

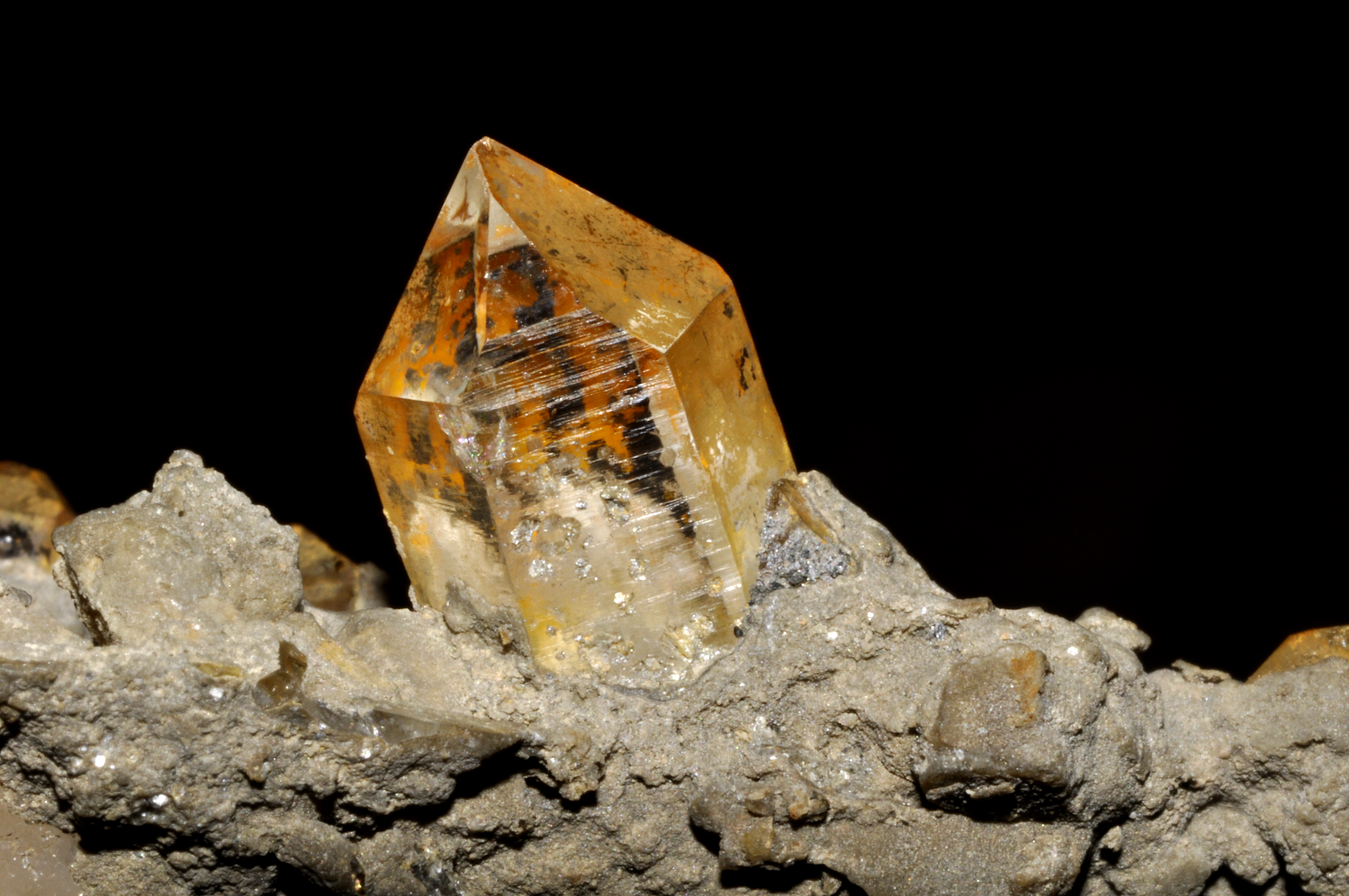
Natürlicher Citrinkristall auf Matrix aus der Mine de Nespouillières, Valzergues, Frankreich

Citrin ist die gelbfarbige, makrokristalline Varietät von Quarz. Der Name leitet sich aus dem Lateinischen citrus für Zitrone ab und verweist auf die zitronengelbe Farbe dieser Quarzvarietät. Je nach Herkunft des Citrins und Ursache der Färbung variiert der Farbton von Blass-Grün-Gelb über Orange bis zu Braun-Orange.

## Farbursachen
Verursacht wird die gelbe Färbung des Citrins durch zwei verschiedene Mechanismen:
Eisenhaltige Citrine erhalten ihre gelbliche bis orange Färbung durch submikroskopische Einschlüsse von Eisen(III)-hydroxidoxid (FeOOH). Diese Eisenoxidpartikel haben eine Größe von ca. 100 nm, absorbieren Licht im violetten bis blauen Bereich des Spektrums und färben so den Citrin gelb bis braun-orange.
Der zweite farbgebende Prozess ist bislang nicht in allen Details geklärt und ähnelt den Farbzentren im Rauchquarz. Quarze, die Spuren von Aluminium (Al3+) sowie Lithium oder Wasserstoff (Li+, H+) enthalten, können durch Bestrahlung grünlich-gelb gefärbt werden. Farbgebend sind bei diesen Citrinen Gitterdefekte, bei denen Aluminium (Al3+) auf die Gitterposition des Siliziums eingebaut worden ist und Lithium (Li+) oder Wasserstoff (H+) in einen der benachbarten Zwischengitterplätze, beispielsweise in den sechsseitigen Kanälen der Quarzstruktur. Durch radioaktive Bestrahlung kann anschließend ein Sauerstoffatom aus der Umgebung des Aluminiumions ein Elektron verlieren. Das daraus resultierende Sauerstoffion mit einem ungepaarten Elektron (Elektronenloch) absorbiert Licht im ultravioletten Bereich des Spektrums und färbt den Quarz gelb.

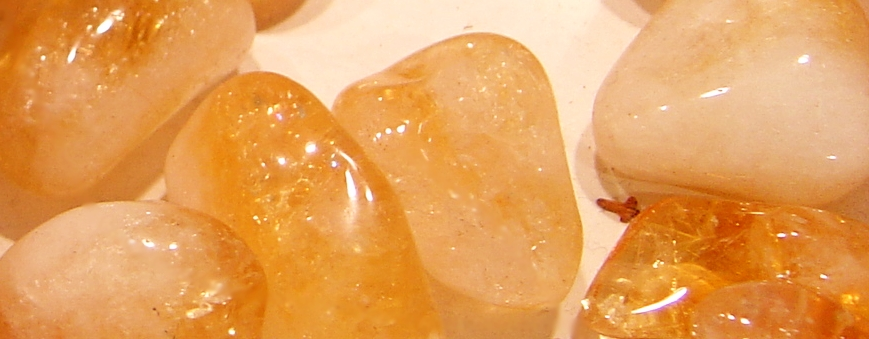
Künstlicher Citrin (gebrannter Amethyst)

Je nach Ursache und Zustandekommen ihrer Färbung werden im Wesentlichen fünf Typen von Citrin unterschieden:
1. Natürliche, eisenhaltige gelb-orangefarbige Citrine: Sie kommen als Citrin-Zonen in Amethysten vor oder als Citrin-Sektoren im Ametrin. Farbgebend sind Entmischungen submikroskopischer Eisenhydroxidpartikel.
2. Gebrannte, gelbe bis orange-braune Amethyste: Amethyste vieler Lokalitäten (unter anderem Brasilien, Uruguay, Namibia, Tansania und andere) lassen sich durch Erhitzen in Citrine umwandeln. Farbgebend sind wiederum submikroskopische Entmischungen von Eisenoxid. Je nach Herkunft der Amethyste braucht es bestimmte Temperaturbereiche, um diese Umwandlung auszulösen. Beispielsweise erhalten brasilianische Amethyste durch Erhitzen auf 470 °C eine hellgelbe Farbe. Erhöht man die Temperatur auf 550 bis 560 °C, werden die Steine kräftig gelb oder rotbraun.[2]
3. Gebrannte Rauchquarze: Rauchquarze können bereits beim Erhitzen auf 300 bis 400 °C die Farbe von Citrin annehmen.[2]
4. Synthetische, eisenhaltige Quarze: Gelbe bis braune Citrine können hydrothermal gezüchtet werden. Farbgebend ist auch hier Eisen, das zum Beispiel aus dem umgebenden Stahl der Hydrothermalapparatur stammt. Färbend wirken submikroskopische Eisenoxideinschlüsse, Einbau von Fe3+ in tetraedrisch von Sauerstoff umgebenen Gitterpositionen und Einbau von Fe2+ in oktaedrisch von Sauerstoff umgebenen Zwischengitterplätzen in den sechsseitigen Kanälen der Quarzstruktur.
5. Durch Bestrahlung gelb gefärbte Quarze: Aluminiumhaltige Quarze können durch Bestrahlung gelb gefärbt werden. Dies kann natürlich im Gestein erfolgen oder künstlich im Labor. Quelle der ionisierenden Strahlung in der Natur ist das 40K-Isotop sowie Uran und Thorium im umgebenden Gestein. Gleichartig gefärbte Quarze können auch aus Rauchquarz durch Tempern bei 300 °C erzeugt werden. Farbgebend sind in beiden Fällen Elektronendefekte an Sauerstoffatomen.
6. Grünlich-gelbe Bestrahlungsfärbung: Auch sie entsteht durch Bestrahlung natürlicher Quarze, Tempern von Rauchquarz bei 150 bis 250 °C oder einer Kombination beider Prozesse. Sie unterscheiden sich spektroskopisch von den durch Bestrahlung gelb gefärbten Quarzen durch eine zusätzliche Absorptionsbande im violetten Bereich des Spektrums (bei ca. 400 nm). Farbgebend sind hier Elektronenlöcher an Al3+-Li+-Defekten.

## Etymologie und Geschichte
Der ursprüngliche Begriff Zitrin kommt aus dem Mittellateinischen und bezieht sich auf die gelbe Farbe der Zitronen. Er konnte damit auf alle gelben Steine angewendet werden und bezeichnete im 12. Jahrhundert zunächst die gelbe Varietät von Zirkon (auch Hyazinth). Etwa ab dem 16. Jahrhundert wurde die Bezeichnung Zitrin beziehungsweise Citrin auf den gelbfarbigen, makrokristallinen Quarz übertragen.

## Bildung und Fundorte
Citrin bildet sich wie die meisten anderen Quarze vorwiegend magmatisch in Pegmatit mit granitischer Zusammensetzung. Natürliche Citrine sind allerdings recht selten und blass gelb mit leichtem Pleochroismus. Bei den meisten im Handel befindlichen Citrinen handelt es sich um orange-gelbe, gebrannte Amethyste.
Natürliche Citrinvorkommen liegen unter anderem in Argentinien, Birma, Brasilien (Maraba, Minas Gerais, Goiás, Rio Grande do Sul), Frankreich (Dauphine), Madagaskar, Russland (Ural), Spanien (Salamanca, Cordoba), USA.
Citrinzonen in Amethysten sind bekannt beispielsweise aus Indien (Hyderabad) oder Brasilien (Minas Gerais) sowie in Citrinsektoren im Ametrin in Bolivien (Amahi-Mine). Von wenigen Lokalitäten weltweit sind natürliche, gebrannte Amethyste bekannt.

## Verwendung

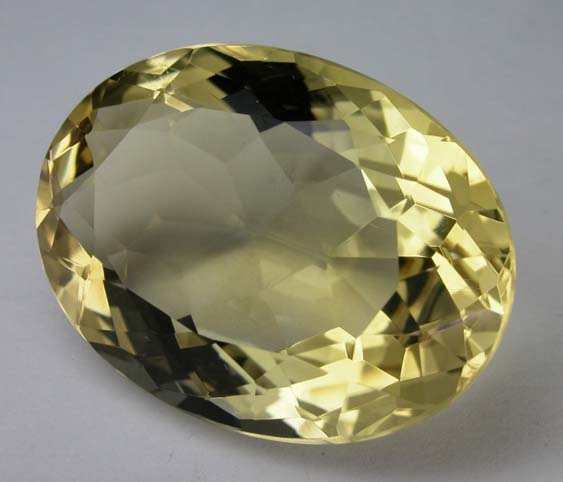
Geschliffener Citrin, 58 Carat

Citrin wird wie die meisten anderen Quarz-Varietäten zu Schmucksteinen verarbeitet. Da natürliche Citrine jedoch selten sind, werden im Handel fast ausschließlich künstliche Citrine aus gebrannten Amethysten oder umgefärbte Quarze vertrieben. Oft werden solche Citrine veraltet oder fälschlich als Bahia-, Madeira-, Palmyra-, Rio-Grande-Topas sowie Böhmischer Topas oder Goldtopas bezeichnet. Laut der Handelsorganisation CIBJO muss aus Verbraucherschutz-Gründen der Mineralname mitgenannt werden (Gold-Citrin, Madeira-Citrin und andere).